# Svart renlav
Svart renlav (Cladonia stygia) är en lavart som först beskrevs av Elias Fries, och fick sitt nu gällande namn av Engelbert Ruoss. Svart renlav är en renlav som ingår i släktet Cladonia, och familjen Cladoniaceae. Arten är reproducerande i Sverige.